# Virgen de la Eucaristía
La Virgen con el Niño y un ángel conocida como Virgen de la Eucaristía (en italiano, Madonna dell'Eucarestia) es una obra del pintor renacentista italiano Sandro Botticelli.
La pintura está ejecutada al temple sobre madera. Mide 84 centímetros de alto y 64,5 cm de ancho. Pertenece al periodo 1470-1472. Actualmente, se conserva en el Museo Isabella Stewart Gardner de Boston (Estados Unidos). 
Pertenece probablemente a la serie de Vírgenes que Botticelli realizó entre el año 1465 y 1470, que muestran una profunda influencia de Filippo Lippi, siendo parecidas a la Virgen con el Niño y ángeles de Filippo que se conserva en la Galería de los Uffizi de Florencia que data de 1465. Como en las demás composiciones de este tipo, se muestra a María de tres cuartos, con el Niño en brazos; en este caso, además, hay un ángel que presenta a la Madona el plato del ofertorio con espigas y racimos de uvas al Niño. El ángel esboza una sonrisa que no es habitual en los personajes de Botticelli. Además, mira al Niño con gran ternura. 
La ambientación es, sin embargo, más ambiciosa que la de Lippi, siguiendo un modelo clásico dentro de la iconografía cristiana de María: el hortus conclusus o jardín rodeado de un muro alto, con paisaje más allá. Ya lo había utilizado en la Virgen con el Niño y dos ángeles del Museo de Capodimonte, Nápoles, cuadro con una solución compositiva análoga a éste. En el caso de esta Virgen de la Eucaristía, hay una ventana en el muro que permite ver el paisaje. Se trata de una vista fluvial, con un río que discurre entre colinas.
El cesto que el ángel presenta a la Virgen, conteniendo espigas y uvas, profetiza el acto sacramental, es una referencia simbólica al pan y al vino de la Eucaristía y, por lo tanto, a la encarnación humana de Dios.
También se ha relacionado este cuadro con la filosofía neoplatónica: representaría, a través de la belleza humana, la tendencia del Amor hacia la Belleza que emana de Dios.
En esta Madona, como en las demás de la larga serie que pintó Botticelli, puede verse un modelo de Virgen seria, meditabunda, abstraída en su propia belleza y actuando siempre con gran seriedad. Las Madonas de Botticelli reflejan una relación más intelectual que afectuosa entre Madre e Hijo, a diferencia de lo que ocurre con las Vírgenes pintadas por Rafael Sanzio, que suelen mirar a su hijo y colaborar en sus juegos con una cierta sonrisa. Aquí la ternura y amabilidad provienen del ángel sonriente.